# Aphilopota phanerostigma
Aphilopota phanerostigma là một loài bướm đêm trong họ Geometridae.